# Marathon van Nagoya 2000
De marathon van Nagoya 2000 werd gelopen op zondag 12 maart 2000. Het was de 21e editie van de marathon van Nagoya. Alleen vrouwelijke elitelopers mochten aan de wedstrijd deelnemen. De Japanse Naoko Takahashi kwam als eerste over de streep in 2:22.19.

## Uitslagen
| rang   | naam             | land | tijd    |
| ------ | ---------------- | ---- | ------- |
| Goud   | Naoko Takahashi  | JPN  | 2:22.19 |
| Zilver | Reiko Tosa       | JPN  | 2:24.36 |
| Brons  | Takami Ominami   | JPN  | 2:26.58 |
| 4      | Midori Shimizu   | JPN  | 2:27.55 |
| 5      | Hiromi Ominami   | JPN  | 2:28.32 |
| 6      | Yukari Komatsu   | JPN  | 2:29.32 |
| 7      | Hiromi Nakayama  | JPN  | 2:31.22 |
| 8      | Aki Fujikawa     | JPN  | 2:31.25 |
| 9      | Hiroko Kinuki    | JPN  | 2:32.20 |
| 10     | Marie Soderstrom | SWE  | 2:33.05 |
| 11     | Tomoko Kai       | JPN  | 2:33.31 |
| 12     | Masako Kusakaya  | JPN  | 2:33.47 |
| 13     | Tomoe Yokoyama   | JPN  | 2:34.37 |
| 14     | Shiki Sekiuchi   | JPN  | 2:35.05 |
| 15     | Ritsuko Sasaki   | JPN  | 2:35.18 |
| 16     | Akemi Maeda      | JPN  | 2:35.48 |
| 17     | Tomoko Nishi     | JPN  | 2:36.03 |
| 18     | Ti-An Mei        | CHN  | 2:36.18 |
| 19     | Tomoko Kitamura  | JPN  | 2:36.22 |
| 20     | Shizuka Oka      | JPN  | 2:36.25 |
| 21     | Kaoru Yamada     | JPN  | 2:36.35 |
| 22     | Yuko Maeda       | JPN  | 2:36.55 |
| 23     | Ai Sugihara      | JPN  | 2:37.10 |
| 24     | Hiroi Kazama     | JPN  | 2:38.28 |
| 25     | Hideko Yoshimura | JPN  | 2:38.59 |

1984 ·
1985 ·
1986 ·
1987 ·
1988 ·
1989 ·
1990 ·
1991 ·
1992 ·
1993 ·
1994 ·
1995 ·
1996 ·
1997 ·
1998 ·
1999 ·
2000 ·
2001 ·
2002 ·
2003 ·
2004 ·
2005 ·
2006 ·
2007 ·
2008 ·
2009 ·
2010 ·
2011 ·
2012 ·
2013 ·
2014 ·
2015 ·
2016 ·
2017